# Österreichische Gesellschaft für Allgemeinmedizin
Die Österreichische Gesellschaft für Allgemeinmedizin (ÖGAM) ist eine österreichweit agierende Fachgesellschaft mit dem Ziel, die Allgemeinmedizin im Bewusstsein der Ärzteschaft und der Bevölkerung als das zu verankern, was sie heute ist: eine wissenschaftlich fassbare, eigenständige Fachdisziplin mit spezifischen diagnostischen und therapeutischen Handlungsweisen.
Seit ihrer Gründung im Jahr 1966 vertritt die ÖGAM die spezifischen Interessen der Allgemeinmediziner. Wesentlicher Arbeitsschwerpunkt der ÖGAM und ihrer neun Landesgesellschaften sind die spezifische allgemeinmedizinische Aus- und Weiterbildung, die Umsetzung wissenschaftlicher Erkenntnisse in die tägliche Praxis, die Lehrpraxisausbildung, die Lehre, Forschung und die Qualitätssicherung in der Allgemeinmedizin. Als einzige österreichische Gesellschaft führt die ÖGAM im Auftrag der österreichischen Ärztekammer die Ausbildung von interessierten Ärzten – auch Fachärzten – zu Qualitätszirkel-Moderatoren durch.
In einem in vielen Bereichen immer näher zusammenrückenden Europa ist es nötig, in internationalen Gremien aktiv mitzuarbeiten. Die ÖGAM ist aktives Mitglied der WONCA (Weltorganisation für Allgemein- und Familienmedizin). Viele Mitglieder der ÖGAM sind in verschiedenen internationalen allgemeinmedizinischen Arbeitsgruppen wie EURACT, EGPRW, EQUIP, EURIPA und EUROPREV aktiv tätig.